# Prisca Carin
Prisca Carin là một nữ cầu thủ bóng đá quốc tế Martiniquais chơi ở vị trí tiền đạo.